# Phloiophilus edwardsi
Phloiophilus edwardsi  (лат.) — вид жуков, единственный в составе монотипических рода Phloiophilus и семейства Phloiophilidae.

## Описание
Мелкие жуки (2,3—2,6 мм) овальной формы, от коричневого до чёрного цвета. Усики умеренно длинные и состоят из 11 члеников. Найдены в Центральной Европе.

## Классификация
Относится к группе Cucujiformia и надсемейству Cleroidea. Семейство было выделено в 1863 году немецким энтомологом Эрнстом Кизенветтером (1820—1880) на основании вида, описанного английским зоологом Джеймсом Френсисом Стивенсом (1792—1852).
- Phloiophilidae Kiesenwetter, 1863 [=Phloeophilidae]
  - Phloiophilus Stephens, 1830 [=Phloeophilus Agassiz, 1846]
    - Phloiophilus edwardsi (Stephens, 1830) [=Phloeophilus edwardsi Stephens, 1830]